# Times of Swaziland
El Times of Swaziland és un diari d'Eswatini (anteriorment anomenat Swazilàndia). És el diari més vell d'Eswatini, havent estat establert el 1897 per Allister Mitchel Miller (1864-1951).